# Brodeatîne, Ratne
Brodeatîne (în ucraineană Бродятине) este un sat în comuna Mejîsît din raionul Ratne, regiunea Volînia, Ucraina.

## Demografie
Componența lingvistică a localității Brodeatîne
     Ucraineană (100%)
Conform recensământului din 2001, toată populația localității Brodeatîne era vorbitoare de ucraineană (100%).